# Aéroport du comté de Westchester
Pour les articles homonymes, voir HPN.
L'aéroport du comté de Westchester (code IATA : HPN • code OACI : KHPN), ou Westchester County Airport en anglais, est un aéroport régional américain du comté de Westchester, dans l'État de New York. 

## Situation et accès
Situé à six kilomètres du centre de White Plains, à la frontière entre le Connecticut et l'État de New York, il dessert tant les villes de la banlieue nord de la ville de New York que les communes du comté de Fairfield, dans le Connecticut.

### Carte des aéroports dans l'État de New York
Note: Newark-Liberty n'est pas techniquement situé dans l'État de New York mais figure sur cette carte.

| \| 50 km1:1 725 000 \| Albany Binghamton Buffalo · Niagara Elmira/Corning Ithaca Long · Island LaGuardia Newburgh · Stewart Niagara · Falls Newark JFK Plattsburgh Rochester Syracuse Watertown Westchester |
| 50 km1:1 725 000 |

## Compagnies et destinations
| Compagnies         | Destinations |
| ------------------ | --- |
| American Eagle     | Charlotte-Douglas , Chicago-O'Hare , Washington-Reagan                                                                 |
| Cape Air           | Lebanon (en) En saison : Barnstable (Hyannis) (en), Martha's Vineyard (en), Nantucket Memorial (en), Provincetown (en) |
| Delta Air Lines    | Atlanta H.-Jackson |
| Delta Connection   | Atlanta H.-Jackson , Détroit                                                                                           |
| JetBlue Airways    | Fort Lauderdale-Hollywood, Fort Myers, Orlando, Tampa, Palm Beach En saison : Nantucket Memorial (en)                  |
| Rectrix Shuttle    | En saison : Barnstable (Hyannis) (en), Nantucket Memorial (en)                                                         |
| Tradewind Aviation | Boston Logan En saison : Martha's Vineyard (en), Nantucket Memorial (en), Morrisville-Stowe State (en)                 |
| United Express     | Chicago-O'Hare |

Édité le 29/05/2020